# Hermes Conrad
Pour les articles homonymes, voir Hermès (homonymie).
Hermes Conrad est un personnage secondaire de la série télévisée de science-fiction Futurama. Il est né à Kingston et a 45 ans. C'est le comptable de la société de livraison Planet Express.

## Biographie fictive
Hermes est né à Kingston en 2959, où il a grandi. En 2960, quand il avait seulement 1 ans, un ouragan a dévasté sa ville natale et sa famille n'avait plus rien à manger. Mais même si tout le monde était en vie, Hermes était dévasté; son alphabet en cube était détruit. C'est à ce moment que tous ont décrété qu'Hermes Conrad était fait pour devenir bureaucrate. En grandissant, son talent de comptable s'accentuait, et le tri était toute sa vie. Il allait même jusqu'à demander à ses copains de remplir des formulaires pour venir à sa fête d'anniversaire. Avec le temps, il vieillit et gravit les échelons; vers 2990, en début trentaine, il est engagé par la compagnie de M'man dans la "Fábrica Robotica de la Madre", une chaîne d'assemblage de robots à Tijuana, au Mexique. Il y est assigné inspecteur #5. Durant ces années de boulot à la fabrique, Hermes habite au 387, avenida con Pollo, à Tijuana. Il quitte toutefois le Mexique en 2996 lorsqu'il signe sa démission à 37 ans pour partir vers New New York. Là, il se fait engager comme comptable du Planet Express, où il travaille encore à la 7e saison. C'est probablement à New New York que Hermes rencontre LaBarbara, une jamaïcaine qui deviendra sa femme et avec laquelle il aura un fils, Dwight, né en 3000 et âgé de 12 ans. Avec la famille, il s'établit dans une grande et belle maison où il vivra heureux, avec toutefois l'intrusion régulière et déprimante de Barbados Slim, l'ex-mari de LaBarbara.

## Description
Hermès est un bureaucrate de niveau 36 originaire de Jamaïque, bien que Fry lui ait avoué qu'il le prenait pour un homme patate de l'espace. Il s'occupe de toute la partie administrative de la société de livraison Planet Express, ce qui inclut de payer les factures, de séparer famille et travail (au profit de ce dernier) et de ne pas hésiter à enfreindre la loi

Le portrait d'Hermès contraste avec les stéréotypes habituels sur les Jamaïcans ; Conrad est en effet un acharné du travail et considère les congés payés comme étant la punition suprême. Il va même jusqu'à se refuser un congé à lui-même et peut virer n'importe qui sans états d'âme. Désespéré de n'être désagréable que 70,3 % du temps, Hermès est cependant un bureaucrate né si on en croit une chanson de son invention ("Ils ont dit celui-là est fait pour être bureaucrate, tellement il est odieux et pointilleux"). Enfant, il demandait par exemple à ses copains de remplir des formulaires pour venir à sa fête d'anniversaire. Hermès désapprouve formellement les syndicats et considère que la Fête du Travail a été créé par une union de gangsters.
Dans l'épisode Les orphelins, Fry va même jusqu'à inclure le fait que Hermès soit "un comptable rastafari" parmi les problèmes sociaux et mentaux des employés de Planet Express !
Bien que d'un grade moyen, Hermes reste l'un des meilleurs bureaucrates du monde. Il a, par exemple, réussi à trier tout le courrier de l'administration centrale en moins de quatre minutes ; mais ses méthodes malhonnêtes l'aident beaucoup.
Plus commun, Hermès est un rastafari, ce qui est confirmé par ses invocations à Jah dans l'épisode L’inspectrice de l’administration centrale. Il admoneste fréquemment son équipe, qui ne travaille pas suffisamment à son goût. Le Docteur Zoidberg est souvent victime de ses attaques, sans doute en raison de son extrême incompétence quand il s'agit de soigner des êtres humains. Cette inimitié explique sans doute pourquoi, dans le même épisode, le crustacé envoie Conrad et sa femme dans un camp de travail forcé déguisé en spa, ou qu'il lui fait payer des dommages causés par Leela au vaisseau.
Dans l'épisode 6 de la saison 6 : "Lethal Inspection" on apprend que ce dernier est l'inspecteur ayant vérifié la défectuosité de Bender et a décidé de ne pas le jeter. 

### Phrases fétiches
Dans la version originale, quand il est surpris, Hermès pousse souvent une exclamation du type "Sweet gorilla of Manila" (Doux gorille de Manille), "Sweet cow of Moscow!" (Douce vache de Moscou) ou encore "Sweet Guinea Pig of Winnipeg!" (Doux cobaye de Winnipeg). Toujours en version originale (VO), il fait des analogies surprenantes entre deux situations en évoquant des couleuvres vertes et des cannes à sucre : "Notre consommation d'électricité a grimpé comme une couleuvre verte en haut d'une canne à sucre" ou "J'ai faim comme une couleuvre verte dans un champ de canne à sucre". Il s'exclame aussi quelquefois "Salut H. Selassié" en référence au dernier empereur d'Éthiopie, Hailé Sélassié Ier.

En version française (VF), son exclamation favorite est "Par les dreadlocks de Bob Marley".

### Mauvais côtés
Certaines répliques laissent supposer qu'Hermès fume de façon régulière de la marijuana. Lorsque son fils lui vole un "cigare", Hermès déclare "Ce n'est pas un cigare… et ce n'est pas le mien" Cela dit, il le met aussitôt dans sa poche.

En de multiples occasions, Hermès se révèle prêt à tuer ses coéquipiers pour diverses raisons. Par exemple, dans l'épisode "Le bon, la boîte et l'ahuri", alors que les autres membres du Planet Express sont sur le point d'être envoyés sur le soleil, Hermès ne sait pas s'il doit ou non les sauver. Dans le même épisode, il donne à Leela un revolver en lui conseillant "Utilisez-le pour frapper ces types" et désigne Fry, Bender et Zoidberg. Leela lui demande "S'ils essaient de regarder dans la boite ?", ce à quoi Hermès réplique "Entre autres". Dans l'épisode Le dard, quand Hermès et sa femme vont aux funérailles de Fry, Hermès brûle la carte de pointage de Fry et la femme de Hermès dit à son mari : « Tu croit qu'un jour on pourra sortir sans que tu brûle quelque chose ? », cette question semble prouver que Hermes est pyromane.

### Limbo
Hermes est également un ancien champion olympique de limbo. Il portait les couleurs de l'équipe de la Terre. Mais, en 2980, un enfant s'est retrouvé paralysé pendant les Jeux olympiques en tentant de l'imiter (à moins qu'il ne soit tout simplement mort, puisque Hermès le désigne comme "l'enfant qui s'est retrouvé au Paradis par amour du limbo"). Depuis, il a complètement abandonné la compétition mais continue occasionnellement de pratiquer. Néanmoins, lorsque toute la bande se retrouve coincée derrière une porte en fer dans les cales du Titanic 2 (épisode du même nom), il arrive miraculeusement à passer dans l'étroit passage pour ouvrir la porte de l'autre côté, encouragé par sa femme tapant dans un tambour!

## Famille
Hermès est marié à une femme mince et grande, LaBarbara, originaire de Jamaïque comme son mari. LaBarbara était précédemment mariée à Barbados Slim, un athlète grand et musclé qui a gagné la médaille d'or de limbo aux Jeux olympiques de 3004. 

Elle accompagne son mari pendant un voyage sur le Titanic et aussi à spa 5, en fait un camp de travail. 

Hermès ne l'appelle pas souvent par son prénom, mais plutôt "Femme". LaBarbara, au contraire, l'appelle souvent "[son] Hermès". Le couple habite une très belle maison.
Hermès et LaBarbara ont un fils, Dwight, âgé de 12 ans et ami avec Cubert Farnsworth, le clone du professeur Farnsworth. Dwight a des dreadlocks et porte un tee-shirt avec le drapeau de la Jamaïque. Il veut suivre la voie de son père et devenir bureaucrate.

## Développement du personnage
À l'origine, le nom d'Hermès n'était pas Conrad mais "Dexter", et il n'était pas jamaïquain. Son nom vient d'Hermes Rockt, le nom de la machine à écrire de Matt Groening, créateur de la série Futurama. Dans la mythologie grecque, Hermès est le dieu du commerce, le gardien des routes et des carrefours, des voyageurs, des voleurs, le conducteur des âmes aux Enfers et le messager des dieux. Le surnom d'Hermès vient du nom de la rue où habitait David X. Cohen durant son enfance.